# Eulithis woralli
Eulithis woralli là một loài bướm đêm trong họ Geometridae.